# Soljanka
Soljanka (på ukrainsk og russisk: соля́нка) er en syrlig, krydret suppe fra det ukrainske og russiske køkken. Hovedingrediensen er enten kød, fisk eller svampe, og der er altid syltede agurker i suppen. Derudover ofte hvidkål og evt. tomater eller tomatkoncentrat. Serveres typisk med citron. Udover i Ukraine og Rusland er suppen meget udbredt i Østtyskland.